# 寂寞星空·見歌
《寂寞星空·見歌》是中國歌手李健的第五張大碟，也是他的第一张非原创（翻唱）專輯，於2008年10月20日出售。專輯收錄的歌曲許多都是影响着他音乐道路及他的好友們（如 王菲, 那英 與 汪峰 ）的經典歌曲。

## 曲目
| 曲序     | 曲目                          | 时长  |
| -------- | ----------------------------- | ----- |
| 1.       | 遙遠的天空底下（原唱为齐秦）  | 4:16  |
| 2.       | 露天電影院 （原唱为郁冬）     | 4:45  |
| 3.       | 矜持 （原唱为王菲）           | 4:34  |
| 4.       | 陀螺 （原唱为万晓利）         | 5:08  |
| 5.       | 溺愛 （原唱为郑钧）           | 5:09  |
| 6.       | 大海啊, 故鄉 （原唱为郑绪岚） | 3:43  |
| 7.       | 夢一場 （原唱为那英）         | 4:37  |
| 8.       | 窗台 （原唱为汪峰）           | 5:47  |
| 9.       | 絨花 （原唱为李谷一）         | 4:28  |
| 10.      | 再別康橋 （原唱为黄山）       | 5:25  |
| 总时长： | 总时长：                      | 47:52 |

## 資料來源
1. ↑  http://mojim.com/tw104604x8.htm （页面存档备份，存于） 李健專輯於2008年10月發行